# Rudy (gromada)
Rudy – dawna gromada, czyli najmniejsza jednostka podziału terytorialnego Polskiej Rzeczypospolitej Ludowej w latach 1954–1972.
Gromady, z gromadzkimi radami narodowymi (GRN) jako organami władzy najniższego stopnia na wsi, funkcjonowały od reformy reorganizującej administrację wiejską przeprowadzonej jesienią 1954 do momentu ich zniesienia z dniem 1 stycznia 1973, tym samym wypierając organizację gminną w latach 1954–1972.
Gromadę Rudy z siedzibą GRN w Rudach utworzono – jako jedną z 8759 gromad na obszarze Polski – w powiecie raciborskim w woj. opolskim, na mocy uchwały nr VII/29/54 WRN w Opolu z dnia 4 października 1954. W skład jednostki weszły obszary dotychczasowych gromad Rudy (bez przysiółka Biały Dwór) i Ruda Kozielska ze zniesionej gminy Rudy w tymże powiecie. Dla gromady ustalono 24 członków gromadzkiej rady narodowej.
29 lutego 1956 do gromady Rudy przyłączono z powrotem przysiółek Biały Dwór z gromady Trachy w powiecie gliwickim w woj. stalinogrodzkim.
1 stycznia 1958 do gromady Rudy włączono miejscowość Jankowice Rudzkie ze zniesionej gromady Szymocice w tymże powiecie.
Gromada przetrwała do końca 1972 roku, czyli do kolejnej reformy gminnej. 1 stycznia 1973 w powiecie raciborskim reaktywowano gminę Rudy, zniesioną ponownie 1 lutego 1977.